# Шумаков, Виктор Антонович
Виктор Антонович Шумаков (6 апреля 1927, Москва — 08 июня 2023, там же) — конструктор антенных систем наземных систем дальнего обнаружения, лауреат Государственной премии СССР (1974).
После окончания МЭИС (Московский электротехнический институт связи) (1952) до 2017 года работал в Радиотехническом институте имени академика А. Л. Минца. Младший научный сотрудник, с 1955 года руководитель группы, с 1962 года — начальник лаборатории, с 1976 года начальник антенного отдела, с 1996 года ведущий научный сотрудник.
В 1954—1955 годах участвовал в создании системы противоракетной обороны «Барьер».
В 1955 году участвовал в конструировании 12-метровой зеркальной антенны, с помощью которой были созданы радиолокационные станции первого поколения «Днестр» и «Днепр».
В 1962—1996 годах зам. главного конструктора — ответственный разработчик антенных систем для РЛС «Днестр», «Днестр-М», «Днепр», «Дарьял», «Даугава», «Дарьял-У», «Дарьял-УМ».
Кандидат технических наук (1961). Старший научный сотрудник (1965).
Лауреат Государственной премии СССР 1974 года (в составе коллектива). Заслуженный машиностроитель РСФСР (1986). Награждён двумя орденами Трудового Красного Знамени (1971, 1985).